# Daktylisk hexameter
Hexameter är ett 6-taktigt versmått. De främsta exemplen på dess användning är Homeros Iliaden och Odysséen, Vergilius Aeneiden och Ovidius Metamorfoser. 